# Hana Kantorová
Hana Kantorová (* 18. ledna 1954) je bývalá česká a československá politička; za normalizace poslankyně Sněmovny národů Federálního shromáždění, nejprve jako bezpartijní, později coby členka Komunistické strany Československa.

## Biografie
K roku 1981 se profesně uvádí jako notářská čekatelka. Ve volbách roku 1981 zasedla jako bezpartijní poslankyně do české části Sněmovny národů (volební obvod č. 61 - Žďár nad Sázavou, Jihomoravský kraj). Mandát získala i ve volbách roku 1986 (obvod Žďár nad Sázavou), nyní již jako členka KSČ. Ve Federálním shromáždění setrvala do ledna 1990, kdy rezignovala na svůj post v rámci procesu kooptací do Federálního shromáždění po sametové revoluci.
Nyní působí jako notářka ve Žďáru nad Sázavou.